# Davood Roostaei
Davood Roostaei (* 1959 in Sarab, Iran; † 13. März 2023) war ein Maler. Er war Begründer des Kryptorealismus.

## Leben
Roostaei erhielt 1974 einen Preis als Miniaturist. 1977 schloss er die Oberschule ab und begann ein Kunststudium an der Fakultät der Schönen Künste in Teheran. 1981 folgten Kulturreisen nach Ägypten, Indien und Russland. Er wurde politisch verfolgt und kam in Haft im Iran. 1984 erfolgte dann die Wiederaufnahme des Studiums in Köln.
1988 hatte Roostaei erste Einzelausstellungen in Hamburg, Düsseldorf, Hannover und Köln. 1990 entstand der Kryptorealismus. 2000 zog Roostaei nach Los Angeles. 2004 folgten weitere Ausstellungen in Berlin, Hamburg, Bonn, Frankfurt, Dubai, Los Angeles, Las Vegas, Moskau, Sankt Petersburg, Paris, Monaco, Rom und Nímes (Frankreich).
Im Jahr 2022 kündigte er ein Bild mit dem Titel „Imagine - 2022“ an, welches für 700.000 bis 1.000.000 $ verkauft werden sollte. Der Erlös sollte an die Ukraine im Zuge des Russischen Überfalls auf die Ukraine 2022 gespendet werden.

## Schriften
- Davood Roostaei: Davood Roostaei and the manifesto of Cryptorealism. Hrsg.: Pashmin Art Management. 2007, S. 400 (englisch).